# Michele II l'Amoriano
Michele II Balbo detto l'Amoriano o il Balbuziente (in greco Μιχαήλ Β'?, Mikhaēl II; Amorio, 770 – Costantinopoli, 2 ottobre 829) è stato un imperatore e generale bizantino, fu Basileus dei Romei (Imperatore d'Oriente) dall'820 fino all'829 ed iniziatore della dinastia degli Amoriani.

## Biografia
Nato nel 770 ad Amorio in Frigia, Michele proveniva da una famiglia di contadini-soldati che avevano ricevuto terre dall'Impero come ricompensa per il lungo servizio militare offerto. Secondo quanto riportato da Teofane, la famiglia di Michele era legata alla setta degli Athinganoi, la quale poteva contare su numerosi adepti in quell'era.
Emulando la lunga tradizione familiare Michele fece carriera nell'esercito: partendo da soldato semplice arrivò a ricoprire, durante il regno di Niceforo I, l'incarico di spatharios del generale Bardane il Turco. In segno di stima, il suo generale gli concesse la mano di sua figlia Tecla, mentre un'altra delle sue figlie fu data in sposa per le stesse ragioni all'altro spatharios, Leone. L'amicizia con il suocero ebbe vita breve: nell'803 Bardane il Turco appoggiò una cospirazione contro l'imperatore regnante, il suddetto Niceforo I, a cui rimasero invece fedeli sia Michele che Leone. Come ricompensa, Niceforo I donò a Leone una lussuosa villa a Costantinopoli nominandolo anche Comes Foederatum (in greco κόμης τῶν φοιδεράτων), ovvero Capo dei Federati, soldati di origine barbarica ormai integrati nell'Impero e che volontariamente si arruolavano nell'esercito bizantino sotto il comando di un generale bizantino. Michele invece, per le stesse ragioni, fu da Niceforo I nominato Conte della Tenda (in greco κόμης τῆς κόρτης), ovvero responsabile notturno della tenda imperiale allestita negli accampamenti militari, in tempi di guerra.
Nell'813 al seguito di numerosi insuccessi contro i Bulgari, l'imperatore regnante Michele I abdicò in un contesto di crescenti pressioni e pericoli per la propria vita: Michele l'Amoriano fu determinante nello spingere all'abdicazione l'imperatore regnante, affinché salisse alla porpora l'amico e compagno d'armi Leone. Come ricompensa per il suo aiuto, il novizio imperatore Leone V lo ricompensò nominandolo Domestico degli Excubitori (in greco, δομέστικος τῶν ἐξκουβιτόρων, domestikos tōn exkoubitorōn), ovvero capo di uno dei battaglioni (tagmata) di difesa personale dell'imperatore.
La duratura amicizia tra l'imperatore Leone V ed il Domestico degli Excubitori volse a termine quando il primo decise di divorziare dalla moglie, cognata del secondo: tra i due sorse un clima di sfiducia ed antipatia reciproco che culminò, nella Vigilia di Natale dell'820, con l'arresto di Michele. L'imperatore, condannatolo a morte, posticipò l'esecuzione a data da destinarsi dopo il Natale, ma Michele riuscì a mettersi in contatto con gli altri cospiratori ed a farsi liberare nella notte stessa. Senza perdere tempo, insieme si precipitarono nella Cappella di Santo Stefano a Costantinopoli, dove l'imperatore Leone V stava formalmente presenziando alla Santa Messa: sotto gli occhi attoniti dei presenti, l'imperatore fu assassinato dai cospiratori. Pare che Michele non avesse avuto nemmeno il tempo di rimuovere le catene della prigionia dalle proprie caviglie: malgrado le condizioni inadeguate, tutti i cospiratori lo acclamarono imperatore.
Al patriarca di Costantinopoli Teodato I non rimase che incoronare formalmente il nuovo sovrano, nel giorno di Natale successivo, che assumerà il nome di Michele II. Nonostante fosse di confessione iconoclasta, l'imperatore si dichiarò da subito tollerante con tutte le fedi professate nell'impero, inclusa quella cristiana iconodula.
Dal dicembre dell'821 fu alle prese con il tentativo d'usurpazione messo in atto da Tommaso lo Slavo, il quale era stato insieme a Leone e Michele uno spatharios di Bardane il Turco: dopo una decisiva battaglia ad Arcadiopoli (odierna Lüleburgaz) ottenuta nell'ottobre dell'823, Michele II poté finalmente porre fine al tentativo di usurpazione
La Basilissa Tecla morì nell'823 e allora Michele decise di sposare Eufrosina, figlia di Costantino VI: con questa mossa Michele II cercò di rafforzare la propria posizione imperiale minata sia dalla lentezza con cui sconfisse Tommaso lo Slavo e sia dalle sue simpatie iconoclaste in un'epoca di rinascita icondoula. Alla fine però, questa scelta sortì l'effetto contrario, poiché al clero non andò giù l'idea che l'imperatore avesse scelto in sposa una donna che aveva ormai preso i voti, diventando suora.
Ad aggravare ulteriormente la stabilità dell'impero fu il fatto che, per sconfiggere Tommaso lo Slavo, l'esercito bizantino e le casse statali si erano indebolite così tanto che nulla si poté fare per impedire, nell'824, la conquista di Creta per mano araba. Nell'826 Michele II tentò di riannettere Creta all'impero, ma la spedizione militare si tradusse in una seconda vittoria araba che servì solamente a rafforzare le consapevolezze di questi: difatti, compreso il momento di difficoltà, pensarono bene di conquistare la Sicilia nell'827, sfruttando anche delle temporanee lotte intestine.
Non si conoscono le cause della sua morte avvenuta nell'829; gli successe sul trono il figlio Teofilo, frutto del suo primo matrimonio.
Per lungo tempo l'immagine di Michele II è stata associata a giudizi negativi scaturiti dalle antipatie nutrite dal clero costantinopolitano, per il quale Michele II non fu che un rozzo contadino scarsamente istruito. Il clero iconodulo, infatti, fu verosimilmente severo verso l'imperatore per le sue origini athingainoidi, per la sua confessione iconoclasta e per aver costretto Eufrosina a venir meno al suo Voto Sacro. Tuttavia, le recenti rivalutazioni storiche hanno consentito di ricostruire un quadro meno parziale circa l'operato dell'imperatore, da cui emergono numerose note positive: prima fra tutte, Michele II donò una maggiore stabilità all'impero, resistendo con man ferma a molte vicissitudini della vita bizantina e regnando con discreta stabilità fino alla morte. In secondo luogo, Michele II avviò una riorganizzazione dell'esercito bizantino di cui beneficerà suo nipote Michele III, grazie alla quale potrà ottenere numerosi successi contro gli Abbasidi. In terzo ed ultimo luogo, la storiografia è concorde nel riconoscere Michele II come colui il quale gettò le basi per l'ascesa della dinastia macedone, durante la quale ci sarà un'importante fioritura delle arti, delle lettere e della cultura nota come rinascenza macedone.

## Matrimoni e discendenza
Michele ebbe dalla sua prima moglie, Tecla:
- Teofilo, suo successore al trono imperiale.

Dalla seconda sposa Eufrosina non ebbe alcun figlio.